# Lipinia subvittata
Lipinia subvittata — вид сцинкоподібних ящірок родини сцинкових (Scincidae). Мешкає в Індонезії і на Філіппінах.

## Поширення і екологія
Lipinia subvittata мешкають на півночі індонезійського острова Сулавесі, а також на філіппінському острові Мінданао. Вони живуть у первинних гірських діптерокарпових лісах, віддають перевагу папоротевим заростям. Зустрічаються на висоті від 900 до 1400 м над рівнем моря.

## Збереження
МСОП класифікує стан збереження цього виду як близький до загрозливого. Lipinia subvittata загрожує знищення природного середовища.